# Bahnhof Schladen (Harz)
Der Bahnhof Schladen (Harz) ist ein Bahnhof in der Gemeinde Schladen-Werla. Er ist ein Durchgangsbahnhof an der Bahnstrecke Braunschweig–Bad Harzburg. Sein Empfangsgebäude steht unter Denkmalschutz.

## Geschichte
Der Abschnitt Wolfenbüttel–Schladen der Bahnstrecke Braunschweig–Bad Harzburg wurde als eingleisige Strecke am 22. August 1840 eröffnet. Am 31. Oktober 1841 ging der Abschnitt von Schladen nach Vienenburg in Betrieb.
Inzwischen ist die Strecke zweigleisig.

## Anlagen

### Bahnhofsgebäude

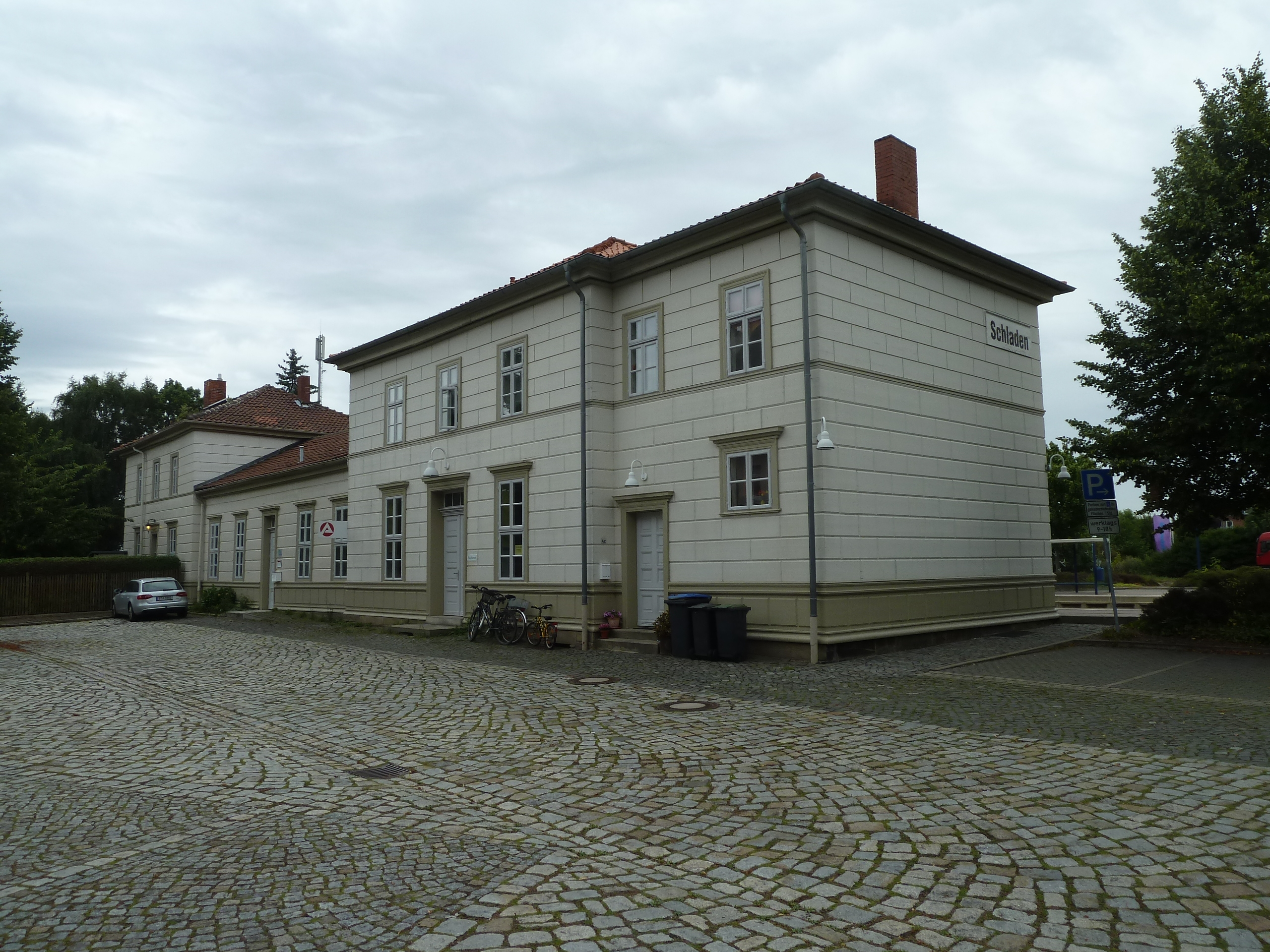
Empfangsgebäude, Straßenseite

Das klassizistische Bahnhofsgebäude stammt vermutlich aus der Eröffnungszeit der Strecke um 1840, einzelne Quellen nennen auch das Jahr 1850. Das Gebäude ist praktisch identisch mit dem zeitgleich entstandenen Empfangsgebäude des Bahnhofs Vienenburg, das vielfach in der Literatur als ältestes erhaltenes Bahnhofsgebäude in Deutschland genannt wird. Im Unterschied zum Vienenburger Bahnhofsgebäude, das erheblich umgebaut und erweitert wurde, ist das in Schladen weitgehend im Originalzustand erhalten.
Das langgestreckte Gebäude besteht aus einem einstöckigen Mittelteil und zwei zweigeschossigen Seitensegmenten. Es ist in Fachwerkbauweise errichtet, dessen Gestaltung sich durch Verkleidungen an einen Massivbau anlehnt. Die Fachwerkbalken sind unter der Verkleidung erhalten. Es ist in seiner Grundstruktur seit dem Bau im Wesentlichen unverändert geblieben. Der ursprünglich baugleiche Bahnhofsgebäude in Vienenburg ist zunächst durch eine Aufstockung des Mittelteils, später durch mehrere Anbauten zu beiden Seiten mehrfach erweitert worden.

### Weitere Anlagen

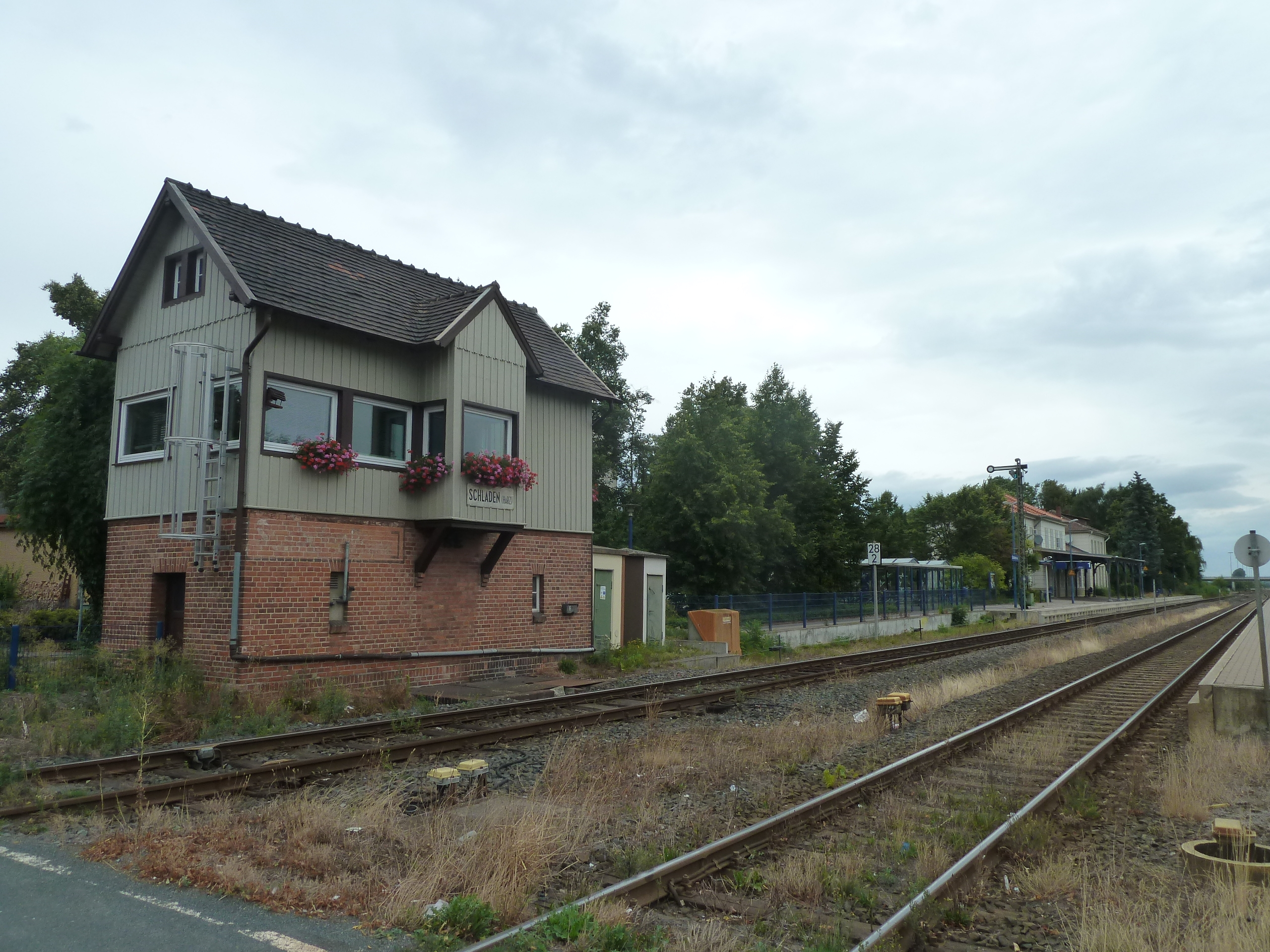
Stellwerk südlich des Bahnhofsgebäudes

Das heute noch in Betrieb befindliche mechanische Stellwerk der Bauform Jüdel und mit dem Kürzel Ssf wurde 1909 in Betrieb genommen. Das zweite, im selben Jahr eröffnete Stellwerk mit dem Kürzel Sn wurde am 18. September 2010 stillgelegt.
Im Westen des Bahnhofes liegt die Zuckerfabrik Schladen mit eigenem Gleisanschluss. Im Norden des Bahnhofes waren mehrere Abstellgleise vorhanden, diese wurden inzwischen entfernt.

## Bedienung
Der Bahnhof wird von der Zügen der seit 2014 von erixx betriebenen Linie RB 42/43 (Braunschweig Hbf – Wolfenbüttel – Börßum – Vienenburg – Bad Harzburg/Goslar) im Stundentakt bedient. An den östlichen Bahnsteig grenzt die Bushaltestelle Schladen (Harz), Bahnhof, die von mehreren Buslinien angefahren wird.